# بریتانیا (اوتاوا)
بریتانیا، اوتاوا (انگلیسی: Britannia, Ottawa) گروهی از محله‌ها در بی وارد در انتهای غربی اتاوا، انتاریو، کانادا است.